# Agapio di Cesarea (santo)
Agapio di Cesarea (in greco antico Ἀγάπιος (Agàpios), in latino Agapius; ... – Cesarea marittima, 306) fu un martire cristiano.
Dopo un lungo periodo passato in carcere, venne straziato da un'orsa nell'anfiteatro di Cesarea marittima; l'indomani, ancora vivo, fu gettato in mare.